# Westlandse druif
Le Westlandse druif (raisin du Westland) est une production de raisin de table, cultivé en serres, de la région du Westland (Hollande-Méridionale) aux Pays-Bas qui bénéficie depuis 2003 d'une indication géographique protégée (IGP) au niveau européen. L'organisme chargé de la défense et la promotion de cette appellation est le Stichting « De Westlandse druif » (Fondation « Le raisin du Westland ») créé en 1999.
C'est avec l'Opperdoezer Ronde (pomme de terre 'Ronde d'Opperdoes'), qui bénéficie d'une (appellation d'origine protégée (AOP), la seule production agricole néerlandaise possédant un label de qualité européen.

## Aire géographique
L'aire géographique de l'appellation Westlandse druif s'étend sur le territoire des anciennes communes de :
- Naaldwijk (Honselersdijk), 's-Gravenzande (Maasdijk), De Lier, Monster (Poeldijk) et Wateringen (Kwintsheul), toutes englobées actuellement dans la commune de Westland,
- Maasland (commune actuelle de Midden-Delfland),
- et Hoek van Holland (commune actuelle de Rotterdam)[1].

## Variétés
Traditionnellement, quatre variétés (cépages) principales sont cultivées dans le Westland : il s'agit du Frankenthaler, de l'Alicante noir, du muscat d'Alexandrie et du Golden champion.. 